# Saropogon frontalis
Saropogon frontalis är en tvåvingeart som beskrevs av Friedrich Hermann Loew 1869. Saropogon frontalis ingår i släktet Saropogon och familjen rovflugor. Inga underarter finns listade i Catalogue of Life.